# Armindo Araújo
Armindo Salgado da Silva Araújo (ur. 1 września 1977 w Porto) – portugalski kierowca rajdowy. W 2006 roku zwyciężył w serii Production Car WRC.
W 2001 roku Araújo zadebiutował w Rajdowych Mistrzostwach Świata. Pilotowany przez Miguela Ramalho i jadący Citroënem Saxo nie ukończył wówczas Rajdu Portugalii z powodu awarii. W 2007 roku startował Mitsubishi Lancerem Evo 9 w serii Production Car World Rally Championship i zajął w niej 14. miejsce. W 2008 roku był 8 w serii PCWRC. Z kolei w 2009 roku, dzięki wygranej w Rajdzie Portugalii i zajęciu drugiego miejsca w Rajdzie Cypru i w Rajdzie Grecji, wywalczył mistrzostwo Production Car.
Swój debiut rajdowy na rodzimych trasach Araújo zaliczył w 2000 roku, gdy jadąc Renault Clio 16V wystartował w Rajdzie Montelongo. W 2002 roku startując Citroënem Saxo Kit Car wywalczył mistrzostwo Portugalii w klasie S1600. W 2003 roku ponownie jechał Citroënem Saxo Kit Car i został zarówno mistrzem kraju w klasie S1600, jak i wygrał klasyfikację generalną mistrzostw. W latach 2004–2006 także był mistrzem Portugalii. W swojej karierze wywalczył też kolejne mistrzostwo S1600 w 2004 roku i mistrzostwo Portugalii w grupie N w 2006 roku.

## Występy w mistrzostwach świata
| Sezon | Zespół                          | Samochód                                         | 1        | 2       | 3        | 4         | 5             | 6         | 7        | 8         | 9         | 10              | 11        | 12        | 13        | 14              | 15 | 16 | Punkty | Miejsce |
| ----- | ------------------------------- | ------------------------------------------------ | -------- | ------- | -------- | --------- | ------------- | --------- | -------- | --------- | --------- | --------------- | --------- | --------- | --------- | --------------- | -- | -- | ------ | ------- |
| 2001  | Armindo Araújo                  | Citroën Saxo                                     | Monako   | Szwecja | NU       | Hiszpania | Argentyna     | Cypr      | Grecja   | Kenia     | Finlandia | Nowa Zelandia   | Włochy    | Francja   | Australia | Wielka Brytania |    |    | 0      | -       |
| 2007  | Mitsubishi Motors de Portugal   | Mitsubishi Lancer Evo 9 Mitsubishi Lancer WRC    | Monako   | 20      | Norwegia | Meksyk    | NU            | Argentyna | Włochy   | NU        | Finlandia | Niemcy          | 18        | Hiszpania | Francja   | DK              | NU | 23 | 0      | -       |
| 2008  | Ralliart Italy                  | Mitsubishi Lancer Evo 9                          | Monako   | 17      | Meksyk   | Argentyna | Jordania      | Włochy    | 16       | 16        | Finlandia | Niemcy          | 25        | Hiszpania | Francja   | 21              | 27 |    | 0      | -       |
| 2009  | Ralliart Italy                  | Mitsubishi Lancer Evo 9 Mitsubishi Lancer Evo 10 | Irlandia | 16      | 10       | 9         | 14            | 14        | 9        | Polska    | Finlandia | 13              | Hiszpania | 9         |           |                 |    |    | 0      | -       |
| 2010  | Ralliart Italy                  | Mitsubishi Lancer Evo 9 Mitsubishi Lancer Evo 10 | 23       | 10      | 12       | Turcja    | Nowa Zelandia | 14        | Bułgaria | Finlandia | 18        | Japonia         | 16        | Hiszpania | 18        |                 |    |    | 1      | 25.     |
| 2011  | Motorsport Italia/BAMP          | Mini John Cooper Works WRC/S2000                 | Szwecja  | Meksyk  | NU       | Jordania  | 12            | Argentyna | NU       | 20        | 8         | Australia       | NU        | NU        | 10        |                 |    |    | 5      | 23.     |
| 2012  | Armindo Araújo World Rally Team | Mini John Cooper Works WRC                       | 10       | 15      | 7        | 15        | NU            | 11        | 8        | 15        | Niemcy    | Wielka Brytania | Francja   | Włochy    | Hiszpania |                 |    |    | 11     | 15.     |

### Starty w PWRC
| Sezon | Zespół         | Samochód                                         | 1     | 2     | 3     | 4      | 5     | 6      | 7      | 8     | 9     | Punkty | Miejsce |
| ----- | -------------- | ------------------------------------------------ | ----- | ----- | ----- | ------ | ----- | ------ | ------ | ----- | ----- | ------ | ------- |
| 2007  | Ralliart Italy | Mitsubishi Lancer Evo 9                          | SWE 4 | MEX   | ARG   | GRE NU | NZE 6 | JPN DK | IRL NU | GBR 7 |       | 10     | 15.     |
| 2008  | Ralliart Italy | Mitsubishi Lancer Evo 9                          | SWE 7 | ARG   | GRE 3 | TUR 5  | FIN   | NZE 12 | JPN 9  | GBR 7 |       | 14     | 8.      |
| 2009  | Ralliart Italy | Mitsubishi Lancer Evo 9 Mitsubishi Lancer Evo 10 | NOR 4 | CYP 2 | POR 1 | ARG    | ITA 3 | GRE 2  | AUS 4  | GBR   |       | 42     | 1.      |
| 2010  | Ralliart Italy | Mitsubishi Lancer Evo 9 Mitsubishi Lancer Evo 10 | SWE 3 | MEX 1 | JOR 2 | NZL    | FIN   | DEU 1  | JPN    | FRA 1 | GBR 2 | 126    | 1.      |